# Fojnica
Fojnica es un municipio y localidad de Bosnia y Herzegovina. Se encuentra en el cantón de Bosnia Central, dentro del territorio de la Federación de Bosnia y Herzegovina. La capital del municipio de Fojnica es la localidad homónima.

## Localidades
El municipio de Fojnica se encuentra subdividida en las siguientes localidades:
- Bakovići
- Bakovićka Citonja
- Banja
- Bistrica
- Botun
- Božići
- Carev Do
- Čemernica
- Djedov Do
- Dragačići
- Dusina
- Gojevići
- Grabovik
- Gradina
- Klisura
- Kozica
- Kujušići
- Lopar
- Lučice
- Lužine
- Majdan
- Marinići
- Merdžanići
- Mujakovići
- Nadbare
- Obojak
- Oglavak
- Ormanov Potok
- Ostruška Citonja
- Otigošće
- Paljike
- Pločari
- Pločari Polje
- Podcitonja
- Podgora
- Polje Ostružnica
- Polje Šćitovo
- Ponjušina
- Poraće
- Ragale
- Rajetići
- Rizvići
- Selakovići
- Selište
- Sitišće
- Smajlovići
- Šavnik
- Tješilo
- Tovarište
- Turkovići
- Vladići
- Voljevac
- Vukeljići
- Živčići

## Demografía
En el año 2009 la población del municipio de Fojnica era de 12 124 habitantes. La superficie del municipio es de 306 kilómetros cuadrados, con lo que la densidad de población era de 40 habitantes por kilómetro cuadrado.